# Mike Dirnt
Michael Ryan (Rodeo, Kalifornija, 4. svibnja 1972.), profesialno znan kao Mike Dirnt američki je glazbenik, pisac pjesama i pjevač. Najbolje je znan kao pritchard bas gitarist i popratni vokalist punk rock sastava Green Day. Također je nastupao za neke druge sastave kao što su the Frustators. Nadimak "Dirnt" je dobio po sviranju zračnog basa, dok se pravio da bas uključuje u pojačalo bi radio zvukove dirnt, dirnt. Billie Joea je upoznao s 12 godina, u školskoj kantini.

## Životopis
Mikea je na posvajanje dala njegova biološka majka. Bila je ovisnica o heroinu. Par koji ga je posvojio rastao se kad mu je bilo samo 7 godina. Kratko je živio s ocem, no sud ga je nakon rastave dodijelio pomajci. Njegova sestra Myla je napustila dom kada je imala 13 godina. Njegova majka je, kada je bio u četvrtom ili petom razredu, ostala vani cijelu noć i sljedeći dan se vratila s novim mužem. Prvih par godina Mike i njegov očuh nisu se slagali, no kad ih je Mikeova majka napustila, zbližili su se i postali dobri prijatelji. Očuh mu je umro kada je Mike imao 17 godina, no on tada više nije živio s njim. Mike se s 15 godina iselio i unajmio sobu u kući svoga najboljeg prijatelja, Billie Joe Armstronga. Kasnije je živio u napuštenoj zgradi u kojoj su se skupljali teenageri. Mike je završio srednju školu i položio mnoge tečajeve u gradskom sveučilištu. Kasnije se s Billiem preselio u Oakland u Kaliforniji, gdje i danas žive. 1996. vjenčao se sa svojom dugogodišnjom djevojkom Anastasiom i u travnju '94. dobio kćer Estelle Desiree. Danas su Mike i Anastasia rastavljeni, ali su u dobrim odnosima. Ponovno se oženio u 2004., ali ga je žena ostavila jer je previše vremena provodio u studiju snimajući album American Idiot. Posjeduje restoran "Rudy's Can't Fail Cafe" u Emeryvilleu. Imenovan je po pjesmi grupe The Clash.

## Glazbena karijera
Nastupao je s više sastava: The Frustrators, The Network, Screeching Weasel, Crummy Musitians, Squirtgun i Foxboro Hot Tubsima s kojim još svira, a najpoznatiji je Green Day.

### Instrumenti
Na početku Green Daya svirao je Peavey Patriot Bass, a poslije ga nije koristio.
Od 1992. godine koristi Gibson G3 Bass koja je jedna od njegovih najpoznatijih bas-gitara.
Tijekom snimanja albuma Dookie koristi Fender Standard Precision Bass. Od 1997.koristi Fender 1969 Vintage Precision Bass i Fender 1966 Vintage Precision Bass. Od 2004. ima svoju liniju bas-gitara Fender i Squier. Fender je u crnoj, bijeloj, sunburst i antigua, a Squier je u crnoj (bijeli pickguard) i bijeloj (crni pickguard) boji.
Svira sljedeće instrumente: bas-gitara, gitara i bubnjevi.